# Compeyre
 Compeyre  (en occitano Compèire) es una población y comuna francesa, situada en la región de Mediodía-Pirineos, departamento de Aveyron, en el distrito de Millau y cantón de Millau-Est.

## Demografía
| 325 | 334 | 310 | 348 | 419 | 492 |
| Para los censos de 1962 a 1999 la población legal corresponde a la población sin duplicidades (Fuente: INSEE [Consultar]) |     |     |     |     |     |